# Мантэйро, Григорий
Григорий Мантэйро (индон. Gregorius Manteiro S.V.D., 12 марта 1924 года, Ларантука, Восточные Малые Зондские Острова, Голландская Ост-Индия — 10 октября 1997 года, Купанг, Индонезия) — католический прелат, первый архиепископ Купанга с 13 апреля 1967 года по 10 октября 1997 года. Член монашеского ордена вербистов.

## Биография
Родился в 1924 году в селении Ларантука, Восточные Малые Зондские острова. После начальной школы вступил в монашеский орден вербистов. В 1946 году принёс временные и в 1951 году — вечные монашеские обеты. 24 октября 1951 года рукоположён в священники для служения в для служения в ордене. В последующем был ректором, первым префектом средней семинарии Святого Пия XII в Кисоле.
13 апреля 1967 года Римский папа Павел VI издал буллу «Sanctorum mater», которой учредил епархию Купанга и назначил его первым ординарием этой епархии. 15 августа 1967 года состоялось его рукоположение в епископы, которое совершил архиепископ Энде Габриэль Вильгельм Манек в сослужении с епископом Атамбуа Теодором ван ден Тиллаартом и епископом Денпасара Паулем Сани Кледеном.
22 октября 1989 года Римский папа Иоанн Павел II издал буллу «Quo aptius», которой возвёл епархию Купанга в ранг архиепархии и Григорий Мантэйро стал её первым архиепископом.
Умер в октябре 1997 года в Купанге.